# 聯合航空173號班機空難
聯合航空173號班機是一班自美國紐約甘迺迪國際機場起飛，經停科羅拉多州丹佛國際機場，前往俄勒岡州波特蘭國際機場的定期航班。肇事航班於1978年12月28日，由航空器註冊編號 N8082U的麥道 DC-8-61執飛。航班在進場時，在起落架放下後，代表鼻輪及主起落架的三盞綠燈只有两盞亮起。由於正副機長在檢查及排除故障時不斷盤旋於波特蘭周邊地區，航班最終於一小時後因燃料耗盡而在第158大道東北和東伯恩賽德街附近人煙稀少的鄰近地方墜毀，造成機上189人中10人遇難、24人重傷，時距波特蘭國際機場僅11公里。

## 事故調查及報告
美国国家安全运输委员会调查指出，当起落架被放下时，曾经听到有一声巨大的撞击声。这一不寻常的声音同时伴随着不正常的震动以及飞机不正常的偏航。飞机右侧主起落架的伸缩气缸组件由于腐蚀而失效，造成右侧主起落架自由下落。虽然右侧起落架已经放下并且锁定，但这一快速而非正常的自由下落导致了一个微型快动开关的过度损坏，进而造成回路阻断以至于驾驶舱内显示起落架放下并锁定的绿灯没有亮起。正是这一系列的异常状况（巨大的噪声，振动，偏航和没有亮起的绿灯）使机长放弃降落，从而获得更多的时间找出故障原因并且让旅客做好紧急降落的准备。尽管这一放弃降落的决定是正确的，事故依旧由于机组人员过于专注于排查故障而忽略了计算时间来避免燃料耗竭而发生。
“安全委员会认为这一事故证明了一个经常性的问题——驾驶舱管理和团队合作在飞机飞行中发生故障情况下的产生差错……因此，安全委员会仅仅作出以下结论，机组人员未能将燃料余量和距离机场的时间和距离所需消耗的燃料关联起来，因为他们的注意力几乎完全转移到排查起落架故障。”
美国国家安全运输委员会认定以下可能的原因：
“机长未能适当的监察飞机燃料的状态以及未能对于燃料过低的状态和其他机组人员关于燃料状态的建议作出适当的回应。这导致了所有引擎的燃料耗竭。他对于燃料的忽视是由于专注于一个起落架的故障排查已经准备紧急降落所造成的”
美国国家安全运输委员会还认定以下事故相关因素：
“其他两名机组人员未能完全理解燃料状态的紧迫性和/或未能将他们的忧虑完全传达给机长。”

然而，飞行员和机组成员对于燃料情况是了解的。机场交谈的录音（见以下AirDisaster.com的链接）证实了这一点。实际上，机组人员特意消耗掉燃油以维持在降落时所需的最低油量。当时的媒体报道指出该种机型的油量表存在着一个并不广为人知的问题。部分原因是由于所有商业飞机被要求在飞行的任何时候携带不少于45分钟飞行的燃油储备。油量表的问题，虽然并不明确，在安全委员会的一个建议中指出

“发出一个操作警告简报使FAA检察员确保在机组人员训练中强调不同燃油数量测量装置之间的差异，并且要求使用新型系统的机组人员意识到这一点可能会造成对于油量表读数的错误解读(Class II--Priority Action) (A-79-32)”

## 事故過後
這次意外發生後，聯合航空在NASA的協助下，於1980年導入航空業界首套「機員資源管理」（Crew Resource Management，CRM）。其後CRM系統因其有效管理而逐漸普及於民航業界，並成為標準。

## 相似事故
- 東方航空401號班機 - 於1972年12月29日，該洛歇L-1011三星客機由於機長忙於檢查機輪是否已放下而忽略飛行高度，而導致客機在邁阿密國際機場降落前完全操作正常下撞地。
- LOT波蘭航空007號班機 - 於1980年3月14日，該伊留申-62客機在即將降落時飛機引擎失去動力，飛機失去控制，墜毀在波蘭華沙，全機87人無一生還。
- 北歐航空933號班機 - 於1969年1月13日，該麥道 DC-8-62客機因駕駛人員忙於排除起落架燈號問題，導致忽略航機的飛行高度，最後在洛杉磯國際機場跑道鄰近的海面墜毀。
- 哥倫比亞航空052號班機 - 於1990年1月25日，該波音707客機因与航管人员沟通不足及第一次进场失败，之后飞机耗尽燃油，坠毁于纽约长岛以北的Cove Neck的一个小山丘上，73人罹难。

## 纪录片
- 《空中浩劫》將事故整理後拍攝為記錄單元，並於第12季播出。

## 外部連結
- Aviation Safety Network for United 173 （页面存档备份，存于）
- Accident details at planecrashinfo.com
- Photos of N8082U （页面存档备份，存于） at Airliners.net
- Photos of Accident site at AirDisaster.com
- Airdisaster.com report